# Fitol
El fitol és un diterpè-alcohol acíclic. En tenir un carboni quiral, es pot presentar en dues formes: E-fitol i Z-fitol. Va ser obtingut per primer cop a partir de la hidròlisi de la clorofil·la l'any 1909 pel químic alemany Richard Wilstäter. El també químic alemany F.G. Fischer en va determinar l'estructura l'any 1928. El fitol és un líquid viscós, pràcticament incolor i amb un delicat olor floral balsàmic. Se'n produeixen cada any entre 0,1 i 1 tones a nivell mundial.

## Usos
El fitol es fa servir com a precursor per la manufactura sintètica de la vitamina E i la vitamina K1. Tenint en compte que el fitol és l'isoprenoid acíclic més comú a la biosfera, els seus productes de degradació s'han fet servir com a traçadors biogeoquímics en ambients aquàtics. El fitol també es fa servir en perfumeria, cosmètica, per fer sabons, xampús i detergents. A nivell mèdic, se n'han investigat diversos usos potencials com a ansiolític, modulador del metabolisme, citotòxic, antioxidant, anticonceptiu, antiinflamatori, modulador del sistema immunitari i antimicrobià.

## Toxicitat
El fitol, en ser un producte molt abundant en la natura i usat freqüentment en productes comercials de bellesa i neteja, no es considera tòxic. Tot i així, s'han dut a terme estudis amb animals i humans, avaluant els efectes d'aquest compost en ésser ingerit, en entrar en contacte amb la pell o les mucoses, a més de la seva mutagènesi i carcinogènesi. No s'ha trobat que generi irritació a la pell humana, tot i que es va trobar que la pell d'un dels 25 participants d'un estudi patia sensibilització a una exposició de fitol al 10% de concentració.